# Necrofobia
Necrofobia uma fobia específica caracterizada pelo medo irracional de coisas mortas (por exemplo, cadáveres), bem como coisas associadas com a morte (por exemplo, caixões, sepulturas, funerais, cemitérios). Com todos os tipos de emoções, a obsessão com a morte torna-se evidente tanto no fascínio como na objetificação. Num sentido cultural, a necrofobia também pode ser usada para significar um medo dos mortos por um grupo cultural, por exemplo, a crença de que os espíritos dos mortos voltarão a assombrar os vivos.
O portador da fobia pode senti-la o tempo todo, bem como também experimentar essa sensação quando algo desencadeia o medo, como um encontro próximo com um animal morto ou o funeral de um ente querido ou amigo. A palavra necrofobia é derivada das palavras em grego nekros (cadáver) e phobos ("medo").